# NGC 832
NGC 832 este o galaxie eliptică situată în constelația Triunghiul. A fost descoperită în 17 septembrie 1865 de către Heinrich Louis d'Arrest.